# Oasis (класс круизных судов)
Oasis (Оа́зис) — класс крупнейших круизных океанских судов, названный по имени первого головного судна серии: Oasis of the Seas (предыдущее поколение — круизные суда класса Freedom). В эксплуатации находятся 5 судов этой серии: Oasis of the Seas (Оазис-1) — в эксплуатации с 30 ноября 2009 г., Allure of the Seas (Оазис-2) — в эксплуатации с 29 ноября 2010 года и Harmony of the Seas (Оазис-3) — в эксплуатации с 15 мая 2016 года. Четвёртое судно Symphony of the Seas (Оазис-4) — в эксплуатации с марта 2018 года. Пятое судно Wonder of the Seas — в эксплуатации с 2022 года.
Шестое судно Utopia of the Seas — в эксплуатации с 2024 года.
Каждое из судов этого класса может взять одновременно на борт более шести тысяч пассажиров и по этому параметру превышают предыдущее поколение судов примерно на 40 %. Строительство судна[какого?] ориентировочно обошлось в $1,1 млрд. Оператором судов является круизная компания Royal Caribbean International со штаб-квартирой в Майами (США).

## Строительство

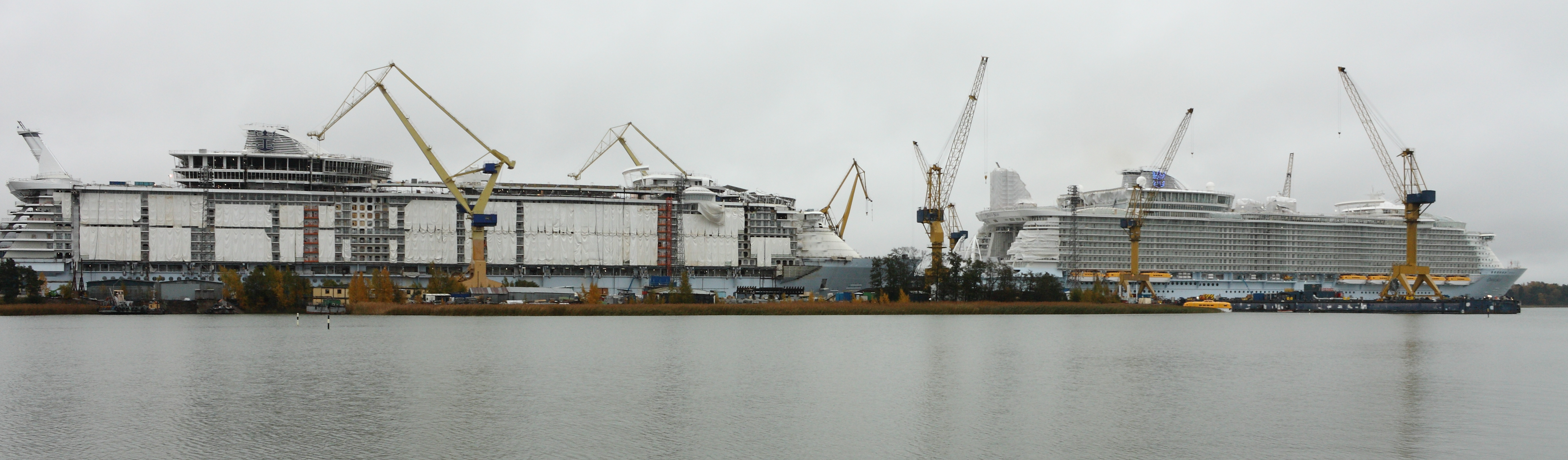
Allure of the Seas (слева) ещё строится, а Oasis of the Seas уже почти готов

Первые два судна данного класса построены на верфи в Турку, Финляндия.
Третье и четвертое судно серии построены во Франции на верфи Chantiers de l’Atlantique, STX France в г. Сен-Назер
Коллектив инженеров получил премию за решение проблем с вибрацией — уровень всех шумов корабля намного меньше чем у предшественников. Лайнер приводятся в движение тремя азимутальными подруливающими устройствами типа Azipod, поставленными фирмой ABB. Диаметр их пяти-лопастных винтов 6,1 м, движители поворачиваются независимо друг от друга на 360о. В носовой части судна расположены четыре туннельных трастера которые позволяют судну свободно маневрировать в порту и обходиться без помощи буксиров. Благодаря им судно может разворачиваться на месте.
Для судов в России изготавливаются гребные винты.
Изготовитель — «Балтийский завод».
Предприятие завершило изготовление первого винта в апреле 2008 года

## Круизные суда класса «Oasis»
| Название             | Фото | Введён в эксплуатацию |
| -------------------- | ---- | --------------------- |
| Oasis of the Seas    |      | 5 декабря 2009        |
| Allure of the Seas   |      | 29 ноября 2010        |
| Harmony of the Seas  |      | 15 мая 2016           |
| Symphony of the Seas |      | 31 марта 2018         |
| Wonder of the Seas   |      | 4 марта 2022          |
| Utopia of the Seas   |      | 19 июля 2024          |